# Gemma Chan
Evelyn Gemma Chan (Londra, 29 novembre 1982) è un'attrice ed ex modella britannica di origini cinesi, che lavora in campo cinematografico, televisivo e teatrale.
È nota principalmente in Inghilterra per i suoi diversi ruoli teatrali e per il ruolo in Humans, remake del famoso show televisivo svedese di fantascienza Real Humans dove interpreta Anita, una "synth" (un robot dalle sembianze di donna) programmata per compiere lavori domestici, con la caratteristica di provare emozioni umane.
Nel 2014, per Hollywood, ha preso parte al film Jack Ryan - L'iniziazione, pellicola d'azione distribuita dalla Paramount Pictures nonché reboot della serie cinematografica di spionaggio tratta dai romanzi di Tom Clancy, diretta da Kenneth Branagh. Nel 2016 Gemma Chan appare in un cameo nel film Animali fantastici e dove trovarli, prequel della saga cinematografica di Harry Potter, diretto da David Yates, e nel 2017 in Stratton - Forze speciali, thriller d'azione diretto da Simon West.

## Biografia
Gemma Chan nasce il 29 novembre del 1982 al Guy's Hospital nel quartiere di Southwark a Londra, Inghilterra. Suo padre è cresciuto a Hong Kong ed era un ingegnere. Sua madre, una farmacista al Guy's Hospital, originaria della Cina continentale, emigrò con i suoi genitori e la sorella minore prima della Grande rivoluzione culturale, crescendo a Greenock, in Scozia.
Chan è cresciuta a Savenoaks, una cittadina situata nella contea del Kent, nel Sud Est dell'Inghilterra, e ha frequentato la Newstead Wood School for Girls a Orpington, situata nel borgo londinese di Bromley. Oltre alla scuola, Gemma ha praticato attività sportive come il nuoto a livello nazionale e competitivo e danza classica. Ha frequentato corsi musicali di pianoforte e violino ottenendo poi il diploma dell'ABRSM (Associated Board of the Royal Schools of Music).
Ha studiato giurisprudenza al Worcester College dell'Università di Oxford. Conseguendo la laurea, Chan ha ottenuto un contratto di formazione che le ha offerto un master presso lo studio legale Slaughter and May, ma il suo amore per lo spettacolo e la performance coltivati da tempo la portano invece a scegliere di studiare recitazione e a percorrere la carriera di attrice, decisione che ha messo in disaccordo i suoi genitori in quanto avrebbero voluto per Chan un futuro come avvocato.
Nel 2008 Chan si diploma al Drama Centre London, scuola d'arte drammatica.

## Carriera

### Carriera di modella
Nel gennaio 2006, all'età di 23 anni, Gemma Chan è una delle modelle della prima edizione di Project Catwalk, versione inglese del talent show statunitense Project Runway, programma che vede i concorrenti a gareggiare tra loro per creare i migliori vestiti osteggiati da limiti di tempo, materiali, budget e tema. Dopo questa esperienza, Gemma continua a lavorare come modella per finanziare i suoi studi alla scuola di recitazione.
Viene fotografata da Rankin per una serie di campagne pubblicitarie per Nokia, Nivea Visage e Selfridges. Inoltre è apparsa in numerose riviste di moda come Elle, Cosmopolitan e The Sunday Times Syle.

### Carriera di attrice

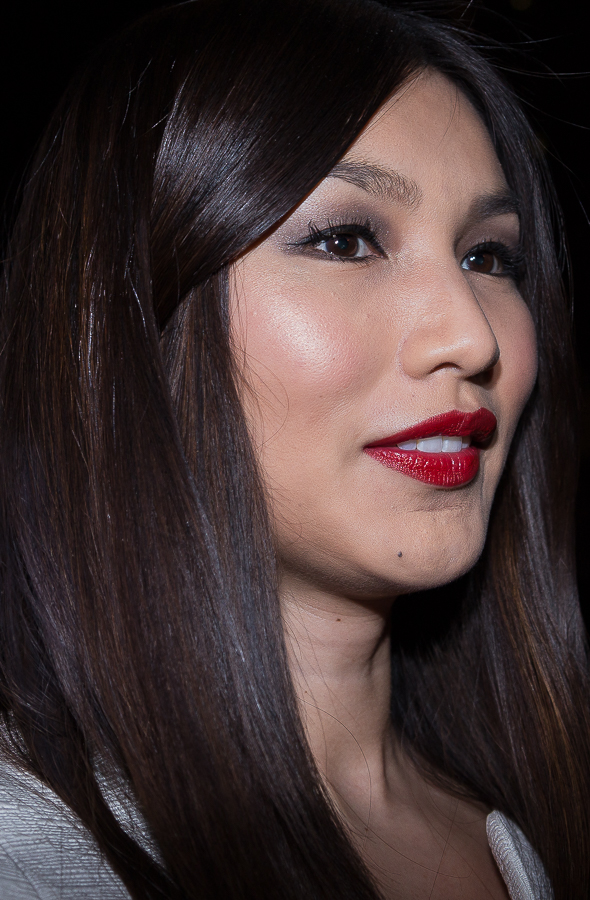
Gemma Chan al British Independent Film Awards 2014.

#### Cinema
Contemporaneamente alla carriera di modella, Gemma Chan, sempre nel 2006, fa la sua prima esperienza cinematografica nel film horror When Evil Calls, diretto da Johannes Roberts. Dopo tre anni, nel 2009, anno in cui si afferma definitivamente come attrice, anche grazie al suo debutto in televisione, Chan viene diretta da Stuart Hazeldine in Exam, thriller psicologico candidato come miglior opera di un esordiente ai premi BAFTA 2010 e al Raindance Award nel corso del British Independent Film Awards 2009. La pellicola è ambientata interamente in una stanza d'esame, dove otto persone (fra queste una ragazza cinese interpretata appunto da Chan) hanno a disposizione 80 minuti per superare un test per poter entrare a far parte di una potente casa farmaceutica. Ma una volta scoperto che i fogli, su cui avrebbero dovuto compilare un apposito questionario, sono in realtà completamente bianchi, questo porterà gli otto candidati alla disperazione e a scagliarsi fra di loro per capire quale sia la domanda alla quale rispondere.
Sostenitrice dei diritti umani, Gemma Chan ha partecipato nel 2008 a un cortometraggio per Amnesty International per la celebrazione dei sessant'anni della Dichiarazione universale dei diritti umani.
Nel 2010 l'attrice prende parte ad altri tre film come Pimp, thriller diretto e interpretato da Robert Cavanah, Shanghai, film storico diretto da Mikael Håfström e Submarine, commedia drammatica diretta da Richard Ayoade, dove la Chan ha un piccolo cameo nel ruolo di Kim-Lin. Il film narra la storia di Oliver Tate (interpretato dal giovane Craig Roberts), un timido quindicenne che deve cercare in tutti i modi di salvare il matrimonio dei suoi genitori, ormai in crisi da tempo.
Negli anni successivi seguiranno altri film dove Chan verrà coinvolta solamente in veste di comparsa come Il sosia - The Double del 2013, sempre diretto da Richard Ayoade con Jesse Eisenberg e Mia Wasikowska; Jack Ryan - L'iniziazione del 2014, dove l'attrice interpreta Amy Chang, un'impiegata della CIA; London Fields del 2015, film thriller tratto dal romanzo di Martin Amis e diretto da Mathew Cullen; Belles Familles del 2015, film francese di Jean-Paul Rappeneau, con Mathieu Amalric, e nel 2016 in Animali fantastici e dove trovarli, dove in quest'ultimo ha vestito i panni di Madam Ya Zhou, un membro della confederazione internazionale dei maghi.
Nel 2017 viene diretta da Simon West nel film thriller d'azione Stratton - Forze speciali dove ricopre il ruolo di Aggy, la collega e amica del protagonista John Stratton impersonato da Dominic Cooper. Inoltre, è nel cast di Crazy & Rich, diretto da Jon M. Chu e tratto dal romanzo di Kevin Kwan.
Nel 2019 e nel 2021 Chan prende parte a due film del Marvel Cinematic Universe: Captain Marvel, diretto da Anna Boden e Ryan Fleck, dove ricopre il ruolo della kree Minn-Erva, ed Eternals, diretto da Chloé Zhao, nel ruolo dell'eterna supereroina Sersi. Entrambe le pellicole sono state prodotte dai Marvel Studios.

#### Televisione
La consacrazione di Chan come attrice avviene proprio nel 2009 con il suo debutto in televisione nella puntata speciale della famosa serie tv di fantascienza targata BBC Doctor Who dal titolo "L'acqua di Marte", dove la Chan veste i panni della geologa Mia Bennett, ruolo che l'ha resa definitivamente nota al pubblico inglese. Nel 2010, sempre per la BBC, Gemma Chan appare come guest star in Sherlock recitando il ruolo di Soo Lin Yao nell'episodio "Il Banchiere Cieco".
Nel 2011 Gemma Chan recita al fianco dell'attrice protagonista Billie Piper nell'ultima e quarta stagione di Diario di una squillo perbene, serie tv erotica che narra le avventure di una ragazza "squillo perbene" d'alto bordo. Chan impersona in tutte le otto puntate il ruolo di Charlotte, una dominatrice dal carattere ostile e dominante che usa qualsiasi mezzo per ottenere quello che vuole. Successivamente, sempre nel 2011, Chan appare in alcuni episodi della prima stagione di Fresh Meat, show televisivo incentrato sulla vita di sei studenti universitari del Manchester Medlock University, che condividono un appartamento facendo anche fronte ai problemi della vita quotidiana e universitaria.
L'anno successivo, il 2012, l'attrice anglo-cinese entra nel cast della seconda e ultima stagione de I fantasmi di Bedlam, telefilm ambientato in un condominio di lusso, il Bedlam Heights, all'epoca un ex istituto psichiatrico, dove si aggirano strane presenze soprannaturali. Qui Gemma interpreta Keira la nuova segretaria di Warren Bettany, proprietario dell'ex istituto psichiatrico, impersonato da Hugo Speer.
Nello stesso anno, Gemma Chan torna a lavorare per la BBC apparendo in True Love, show televisivo composto da cinque episodi. Nel 2013 Gemma Chan appare in altri tre programmi televisivi Shetland, Delitti in Paradiso e Dates, dove veste i panni di Erica. Nel 2014, sempre per la BBC, Chan appare nel ruolo di Chen Mei nei due episodi della serie The Game, show televisivo ambientato nella Londra del 1972 durante la Guerra fredda, con protagonisti Tom Hughes e Brian Cox.
Nel 2015, Gemma Chan prende parte alla sitcom Brotherhood nel ruolo di Miss Pemberton e Humans, serie televisiva di fantascienza che la vede protagonista nei panni dell'androide Anita, ruolo che ricopre per tre stagioni, assieme a Katherine Parkinson, Tom Goodman-Hill, Colin Morgan e il premio Oscar William Hurt.

#### Teatro
Ancora prima di esordire in televisione, nel 2008 Chan debutta sul palcoscenico dell'Hampstead Theatre con la Turandot, versione inglese della commedia epica scritta dal famoso drammaturgo tedesco Bertolt Brecht, premio Lenin per la pace nel 1954.
Quattro anni dopo, nel 2012, Gemma Chan approda nuovamente a teatro prendendo parte ad un'altra rappresentazione teatrale dal titolo The Sugar-Coated Bullets of the Bourgeoisie, avuta luogo al Finborough Theatre.
Nel 2013, Chan partecipa ad altre due rappresentazioni teatrali come Yellow Face (tenutasi al Park Theatre), e Our Ajax (rappresentata al Sauthwark Playhouse), che in quest'ultima l'attrice veste i panni di Atena, dea della sapienza e delle arti. Prende parte nuovamente a queta opera teatrale l'anno dopo, stavolta viene rappresentata al Royal National Theatre.
Nel 2015, sempre a teatro, Chan è protagonista nel ruolo di Ruth nell'opera di Harold Pinter Il ritorno a casa, svoltasi ai Trafalgar Studios.

### Doppiaggio
Nel luglio 2016 Chan presta la voce a Dewdrop in un episodio della miniserie d'animazione in quattro puntate della BBC Watership Down diretta del regista Noam Murro e tratta dall'omonimo romanzo di Richard Adams, che dal 2018 viene trasmessa internazionalmente su Netflix. Sempre nel 2016, la Chan veste nuovamente il ruolo di doppiatrice nell'adattamento televisivo del libro di Roald Dahl, Versi perversi.
Nel 2017, è nel cast vocale di Transformers - L'ultimo cavaliere, che vede nuovamente alla regia Michael Bay. In questo film, l'attrice presta la voce al personaggio di Quintessa, una creatura aliena robotica dall'aspetto parziale di donna con tentacoli; quando viene sconfitta alla fine del film, l'essere finisce sulla Terra, dove appare in una scena durante i titoli di coda, con le sembianze di una donna umana (interpretata sempre dalla Chan).

## Vita privata
Dal 2011 al 2017 l'attrice è stata fidanzata con l'attore e comico Jack Whitehall, conosciuto sul set della prima stagione della serie TV Fresh Meat.
Gemma ha anche una sorella minore, Helen, che lavora come direttore associato presso una società finanziaria di pubbliche relazioni a Buchanan, Inghilterra.
Nel settembre 2013, Gemma Chan è stata convocata alla Central Criminal Court (nota anche con il nome di "Old Bailey") come testimone di un fatale accoltellamento avvenuto fuori dalla Putney Bridge underground station.

## Filmografia

### Attrice

#### Cinema
- When Evil Calls, regia di Johannes Roberts (2006)
- The Universal Decleration of the Human Rights, regia di Vaughan Dagnell - cortometraggio (2008)
- Exam, regia di Stuart Hazeldine (2009)
- Pimp, regia di Robert Cavanah (2010)
- Shanghai, regia di Mikael Håfström (2010)
- Submarine, regia di Richard Ayoade (2010)
- Vengar, regia di Roma Zachemba - cortometraggio (2012)
- Il sosia - The Double (The Double) regia di Richard Ayoade (2013)
- Jack Ryan - L'iniziazione (Jack Ryan: Shadow Recruit), regia di Kenneth Branagh (2014)
- Belles Familles, regia di Jean-Paul Rappeneau (2015)
- Love is a Four Letter Word: Worth Seven Points, regia di Tim Beckmann e John Schwab - cortometraggio (2015)
- Animali fantastici e dove trovarli (Fantastic Beasts and Where to Find Them), regia di David Yates (2016)
- Everyday Performance Artists, regia di Polly Stenham - cortometraggio (2016)
- Transformers - L'ultimo cavaliere (Transformers: The Last Knight), regia di Michael Bay (2017)
- Stratton - Forze speciali (Stratton), regia di Simon West (2017)
- Crazy & Rich (Crazy Rich Asians), regia di Jon M. Chu (2018)
- London Fields, regia di Mathew Cullen (2018)
- Maria regina di Scozia (Mary Queen of Scots), regia di Josie Rourke (2018)
- Intrigo - La nemica del cuore (Intrigo: Dear Agnes), regia di Daniel Alfredson (2019)
- Captain Marvel, regia di Anna Boden e Ryan Fleck (2019)
- Lasciali parlare (Let Them All Talk), regia di Steven Soderbergh (2020)
- Eternals, regia di Chloé Zhao (2021)
- Don't Worry Darling, regia di Olivia Wilde (2022)
- The Creator, regia di Gareth Edwards (2023)

#### Televisione
- Doctor Who - sere TV, episodio 4x16 (2009)
- Sherlock - serie TV, episodio 1x02 (2010)
- IT Crowd - serie TV, episodi 4x2 e 4x6 (2010)
- Diario di una squillo perbene (Secret Diary of a Call Girl) - serie TV, 6 episodi (2011)
- Fresh Meat - serie TV, episodi 1x3, 1x4 e 1x5 (2011)
- I fantasmi di Bedlam (Bedlam) - serie TV, 6 episodi (2012)
- True Love - miniserie TV, episodio 1x5 (2012)
- Shetland - serie TV, episodi 1x01-1x02 (2013)
- Delitti in Paradiso (Death in Paradise) - serie TV, episodio 2x07 (2013)
- Dates - serie TV, episodi 1x4 e 1x6 (2013)
- The Game - serie TV, episodi 1x2 e 1x3 (2014)
- Brotherhood - serie TV, episodi 1x1, 1x4 e 1x6 (2015)
- Humans - serie televisiva (2015-2018)
- How to Build a Human, regia di Stephen Mizelas - documentario (2016)

#### Webserie
- Cell - webserie (2009)

### Doppiatrice

#### Cinema
- Transformers - L'ultimo cavaliere (Transformers: The Last Knight), regia di Michael Bay (2017)
- Raya e l'ultimo drago (Raya and the Last Dragon), regia di Don Hall e Carlos López Estrada (2021)
- Il ragazzo e l'airone (Kimi-tachi wa dō ikiru ka), regia di Hayao Miyazaki (2023)[6]

#### Televisione
- Revolting Rhymes - miniserie TV (2016)
- Watership Down - miniserie TV, 1 episodio (2018)

## Teatro
- Turandot (Hampstead Theatre, 2008)
- The Sugar-Coated Bullets of the Bourgeoisie (Fimborough Theatre, 2012)
- Yellow Face (Park Theatre, 2013)
- Our Ajax (Sauthwark Playhouse, 2013), Atena
- Yellow Face (Royal National Theatre, 2014)
- Il ritorno a casa (Trafalgar Studios, 2015), Ruth

## Premi e candidature
- NME Awards
  - 2016 - Candidatura alla migliore attrice in una serie televisiva per Humans[7]

## Doppiatrici italiane
Nelle versioni in italiano dei suoi film, Gemma Chan è stata doppiata da:
- Claudia Catani in Humans, Crazy & Rich
- Jun Ichikawa in Eternals, The Creator
- Antonella Baldini in Sherlock, Stratton - Forze speciali
- Laura Lenghi in Doctor Who - L'acqua di Marte
- Emilia Costa in Delitti in Paradiso
- Gemma Donati in I fantasmi di Bedlam
- Giada Desideri in Jack Ryan - L'iniziazione
- Benedetta Degli Innocenti in  Maria regina di Scozia
- Elisa Angeli in Intrigo - La nemica del cuore
- Sara Ferranti in Captain Marvel
- Valentina Favazza in Lasciali parlare
- Barbara De Bortoli in Don't Worry Darling

Come doppiatrice, viene sostituita da:
- Chiara Gioncardi in Transformers - L'ultimo cavaliere
- Jun Ichikawa in Raya e l'ultimo drago